# Дикая гонка
«Дикая гонка» (англ. The Wild Ride) — американский фильм Харви Бермана, о бит-поколении. Главную роль сыграл ещё тогда малоизвестный актёр Джек Николсон.

## Сюжет
Джонни Вэррон, глава калифорнийской банды, которому на всё наплевать, он ничего не боится, зато все боятся его. Но однажды между ним и его другом детства встаёт девушка, и всё начинает быстро катиться под гору.